# 第205飛行隊 (航空自衛隊)
第205飛行隊(だい205ひこうたい、JASDF 205th Tactical Fighter Squadron)は、かつて航空自衛隊中部航空方面隊第6航空団隷下だった戦闘機部隊である。小松基地に所属し、航空自衛隊5番目のF-104J/DJ戦闘機を運用する飛行隊として1965年（昭和40年）の部隊編成後、1981年（昭和56年）に閉隊されるまで日本海側でのアラート任務を実施した。

## 概要

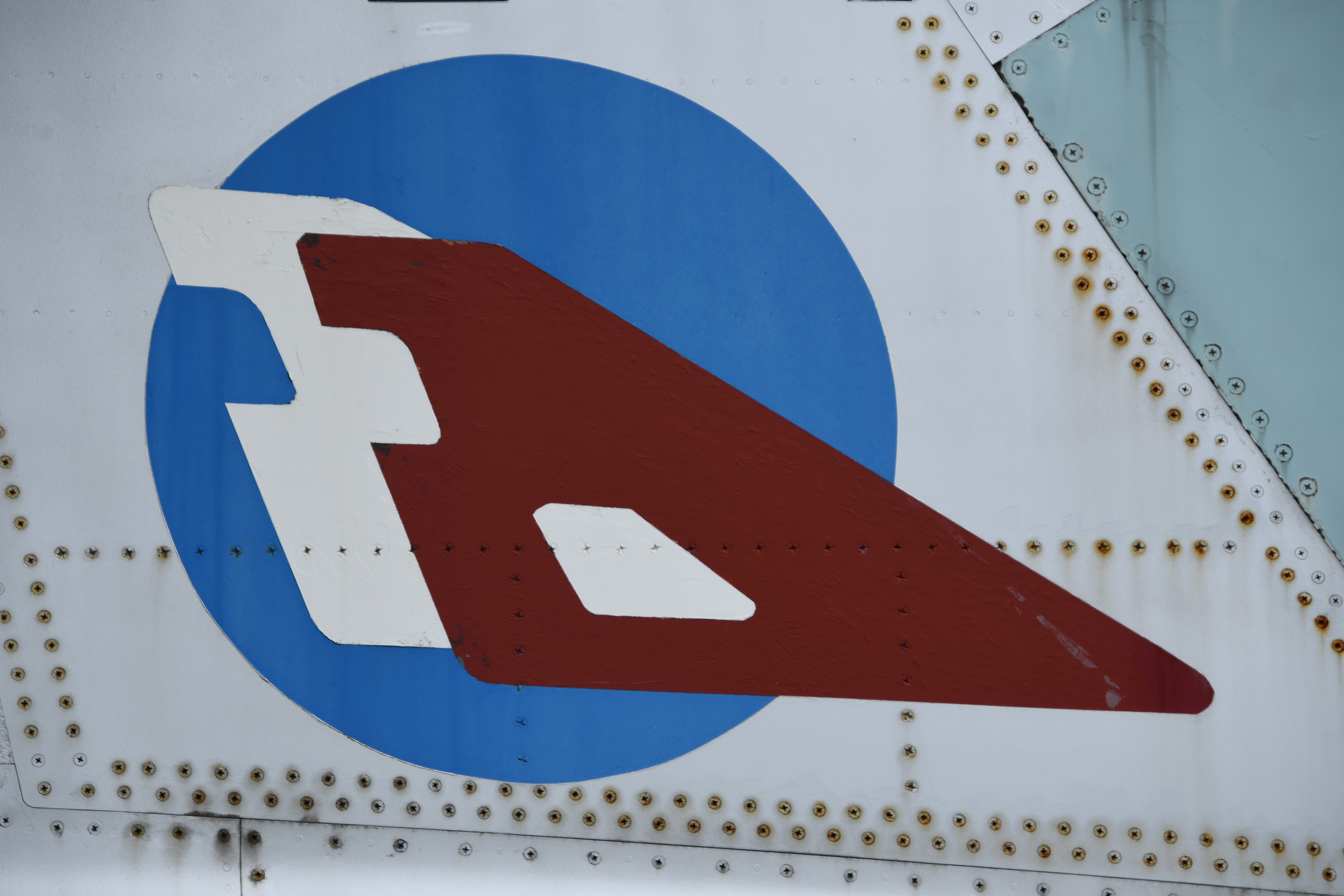
第205飛行隊部隊マークの6の図柄

第205飛行隊は1965年（昭和40年）3月31日、航空自衛隊5番目のF-104飛行隊として小松基地第6航空団隷下にて発足した。1972年（昭和47年）2月7日から10月20日までの間、小松基地の滑走路改修のため茨城県百里基地に移動し、臨時に第7航空団隷下となりアラート任務を実施した。
小松基地へ帰還後、新編される第306飛行隊と交替して1981年（昭和56年）6月30日に閉隊された。
第205飛行隊の部隊マークは第6航空団を意味する「6」を赤色で描いたものだったが、後に能登半島をモチーフにした「6」の図柄になっている。

## 沿革
- 1964年（昭和39年）2月16日 - 小松基地にF-104配置準備室設置[2]。

12月28日 - 小松基地にて第205飛行隊編成準備隊編成。
- 1965年（昭和40年）3月31日 - F-104飛行隊として小松基地の第6航空団隷下にて部隊編成[1]。

4月15日 - 日本海上空で訓練飛行中のF-104Jが墜落。
10月1日 - 小松基地でのアラート待機任務開始。
10月6日 - 第205飛行隊初のホットスクランブル。
- 1972年（昭和47年）2月7日 - 小松基地滑走路改修のため、百里基地へ移動。臨時に第7航空団隷下へ編入[1]。

10月20日 - 小松基地へ帰還。
- 1974年（昭和49年）10月25日 - 小松基地北西約80kmの海上でF-104J同士が接触して墜落[3]。
- 1980年（昭和55年）7月16日～7月19日 - 組織戦闘競技会F-104部門優勝[4]。

12月22日 - アラート待機任務解除。
- 1981年（昭和56年）6月30日 - 第205飛行隊閉隊[1]。

## 歴代運用機
- 戦闘機
  - F-104J/DJ（1965年～1981年）
- 連絡機
  - T-33A（1965年～1981年）